# Jorge Ferreira de Vasconcelos
Jorge Ferreira de Vasconcelos ou Jorge Ferreyra de Vasconcellos (Lisboa/Coimbra?, 1515/1525? - 1585) foi um escritor, cortesão e comediógrafo português do Renascimento.

## Biografia
Seu pai, António Dias Pereira Ferreira, era natural de Coimbra.
Foi criado do 1.º Duque de Aveiro e 1.º Marquês de Torres Novas, D. João de Lencastre, e são-lhe atribuídos os títulos de Doutor Jurista e de Cavaleiro da Ordem de Cristo; não se encontrou, porém, por enquanto, documentação comprovativa destas informações. Sabe-se, no entanto, que exerceu os seguintes ofícios e cargos: Moço da Câmara da Casa do Infante D. Duarte de Portugal, Duque de Guimarães, Moço da Câmara da Casa Real de D. João III de Portugal, Escrivão do Tesouro da Casa Real, Tesoureiro do Tesouro Real e Tesoureiro do Armazém da Guiné e Índia. A sua filha, Briolanja Mendes de Vasconcelos, casou-se com D. António de Noronha, futuro editor das edições seiscentistas das comédias Ulysippo e Aulegrafia.
Em 1550, Jorge Ferreira de Vasconcelos encontra-se em Lisboa, a escrever sobre o Torneio de Xabregas. Perdeu um filho jovem a 4 de Agosto de 1578, em combate na Batalha de Alcácer Quibir. Foi casado com  D. Ana de Souto, senhora nobre.

## Obras
A sua obra retrata o posicionamento da Europa no mundo do século XVI, descrevendo magistralmente o processo de globalização que as viagens marítimas portuguesas impulsionaram e aceleraram.
Da obra que lhe é atribuída, somente quatro textos são hoje conhecidos - três comédias e um livro de cavalarias. As restantes obras encontram-se desaparecidas:
- Eufrosina (Eufrósina) (1555);
- Comedia Ulysippo (1561);
- Comedia Aulegrafia;
- Triunfos de Sagramor, Memorial das Proezas da Segunda Távola Redonda (1567)